# 盾鮻
盾鮻為輻鰭魚綱鯔形目鯔科的其中一種，分布於西太平洋區，從南中國海北部至新幾內亞海域，體長可達30公分，棲息在沿海、河口區。